# Wikipédia en gaélique écossais
Wikipédia en gaélique écossais (en gaélique écossais : Uicipeid na Gàidhlig) est l’édition de Wikipédia en gaélique écossais, langue celtique gaélique parlée en Écosse au Royaume-Uni. L'édition est lancée en décembre 2002,. Son code est : gd.
Au 21 mars 2025, l'édition en gaélique écossais contient 15 987 articles et compte 29 956 contributeurs, dont 34 contributeurs actifs et 5 administrateurs.
Les autres Wikipédia en langue celtique sont, pour les langues brittoniques, la Wikipédia en gallois qui compte 281 918 articles, la Wikipédia en breton qui en compte 87 996 et la Wikipédia en cornique qui en compte 7 088 et, pour les langues gaéliques,  la Wikipédia en irlandais qui compte 61 561 articles, la Wikipédia en mannois qui en compte 6 854.

## Présentation

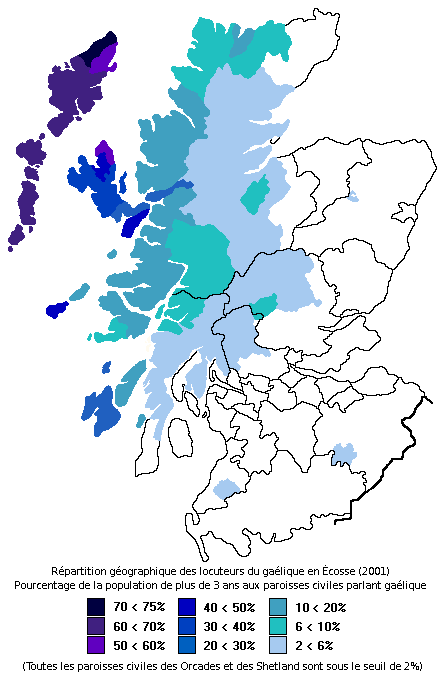
Évolution de l'aire de diffusion du gaélique écossais.

En 2017, Susan Ross est embauchée par la Bibliothèque nationale d'Écosse (NLS) pour développer et promouvoir l'encyclopédie, un poste à temps partiel d'une durée de 12 mois. La NLS avait comme objectif d'augmenter ses ressources gaéliques dans le cadre d'une campagne de numérisation qui a mis des documents en gaélique sur Internet. Ross est une locutrice de gaélique seconde langue qui a appris la langue à l'adolescence et a obtenu un doctorat en études gaéliques. Elle contribue à Wikipédia depuis 2010. En collaboration avec des groupes communautaires, elle créée des pages d'aide et s'est efforcée d'attirer plus d'éditeurs. La subvention est parrainée par Wikimedia UK et Bòrd na Gàidhlig.

## Statistiques
- Le 5 mars 2015, l'édition en gaélique écossais compte 18 119 articles et 11 837 utilisateurs enregistrés[4], ce qui en fait la 105e[5] édition linguistique de Wikipédia par le nombre d'articles et la 132e[6] par le nombre d'utilisateurs enregistrés, parmi les 287 éditions linguistiques actives.
- Le 30 septembre 2022, elle contient 15 923 articles et compte 25 819 contributeurs, dont 25 contributeurs actifs et 6 administrateurs.
- Le 5 septembre 2024, elle contient 15 981 articles et compte 29 101 contributeurs, dont 25 contributeurs actifs et 5 administrateurs.